# Baddha konasana

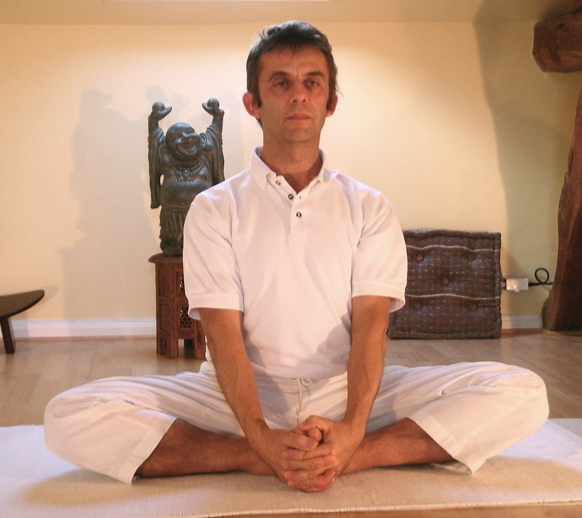
Baddha konasana.

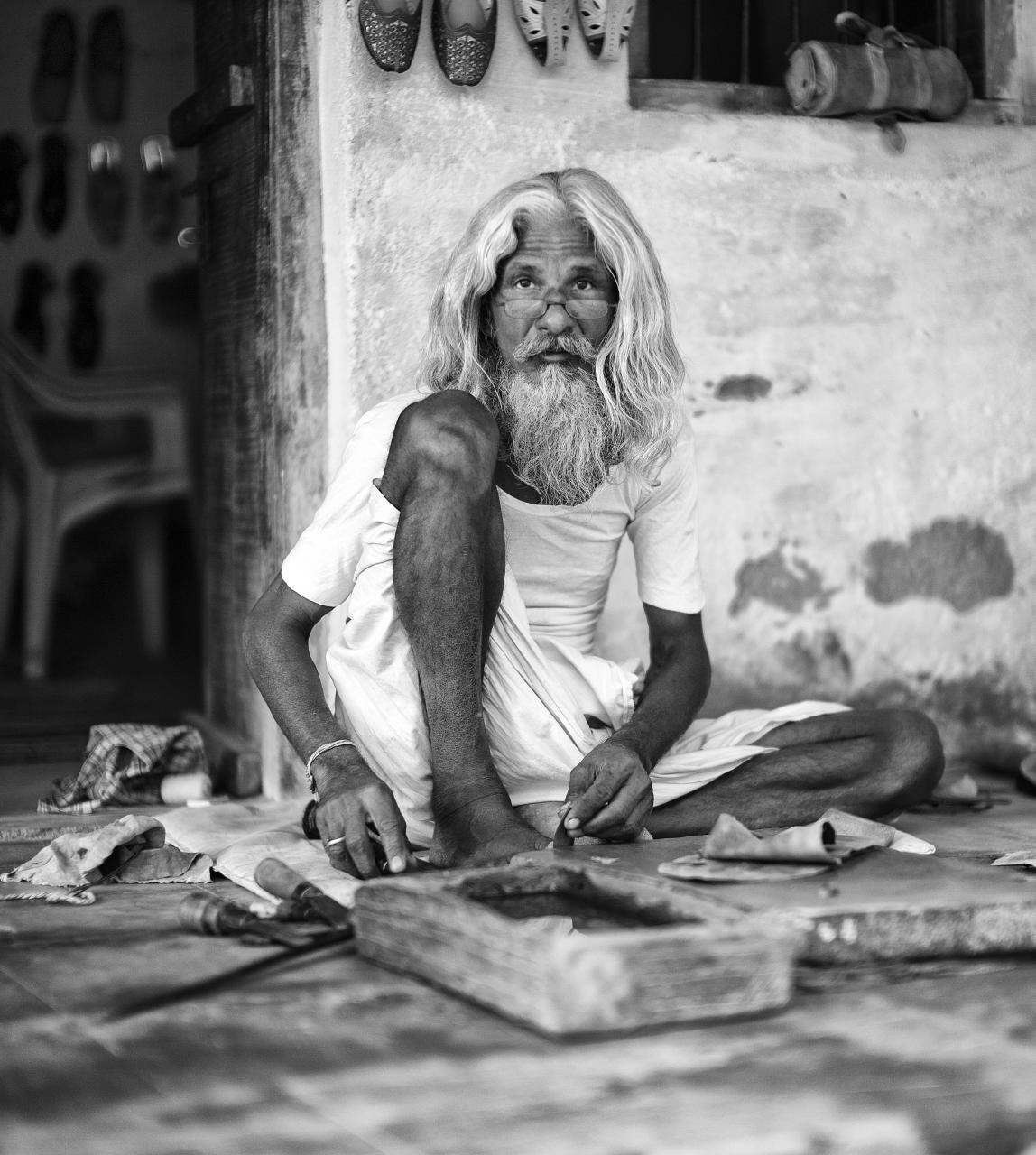
Un zapatero en Rajastán, trabajando en la postura ardha baddha konasana

Baddha Konasana (en sánscrito: बद्धकोणासन), conocida en occidente como postura del trono, postura de la mariposa, postura de ángulo atado o más notoriamente como postura del zapatero, es un asana sedente realizado en el yoga, a veces usado como postura de meditación. Históricamente recibió el nombre de bhadrasana,

## Etimología
Su nombre proviene del sánscrito baddha (बद्ध, "atado"), koṇa (कोण, "ángulo") y asana (आसन, "postura").
Como se hace notar en el encabezado, el nombre baddha konasana en realidad es reciente: los textos medievales como el Hatha Yoga Pradipika se refieren a esta pose como badhrasana, que proviene a su vez de badhra (भद्रा, "trono").

## Descripción
El usuario se sienta con las piernas estiradas hacia delante y las manos a los costados, con las palmas en el suelo y los dedos hacia delante. Entonces se doblan las piernas hacia sí hasta unir las plantas de los pies, y las manos se llevan hasta ellos para aferrar los tobillos, empeines o dedos. Esta sujeción permite acercar los talones hacia el cuerpo tanto como sea posible, procurando que las rodillas se mantengan también lo más cerca del suelo que la flexibilidad del usuario permita. La espalda se mantiene recta y la mirada al frente. Opcionalmente, si se usa para la meditación, las manos pueden formar un mudra.
Se trata de una técnica efectiva para extender los músculos y tendones de las ingles y las caderas, y se dice que es uno de los pocos asanas que pueden practicarse con comodidad poco tiempo después de comer, excluyendo variaciones donde el torso se inclina o se retuerce. También se la tiene como una postura beneficiosa para mujeres embarazadas, ya que su práctica regular reduce el dolor durante el parto.